# Động đất ngoài khơi Quần đảo Kuril 2006
Động đất ngoài khơi Quần đảo Kuril 2006 (2006年千島列島沖地震), (tiếng Nga: Симуширское землетрясение 2006) là trận động đất xảy ra vào lúc 20:14 (theo giờ địa phương), ngày 15 tháng 11 năm 2006. Trận động đất có cường độ 8,3 richter, tâm chấn độ sâu khoảng 31 km. Đây là trận động đất lớn nhất quần đảo Kuril kể từ năm 1915. Các cảnh báo sóng thần đã được đưa ra toàn bộ khu vực giáp Thái Bình Dương. Sóng thần cao đến 21,9 mét đã đánh vào Đảo Matua, Quần đảo Kuril. Hậu quả trận động đất đã làm 1 người bị thương.